# Günther Michl
Günther Michl (* 30. Mai 1950 in München) ist ein ehemaliger deutscher Fußballspieler, der für den FC Bayern München in der Bundesliga und im Europapokal der Landesmeister gespielt hat.

## Karriere
Aus der Jugendabteilung des FC Bayern München als eine der zahlreichen entdeckungen des legendären Talentschmieds Rudi Weiß hervorgegangen, gehörte Michl mit 19 Jahren dem Profi-Kader des Bundesligisten an, für den er am 16. August 1969 (1. Spieltag) beim 4:0-Sieg im Heimspiel gegen Rot-Weiss Essen debütierte. Mit seinen einzigen beiden Toren – am 27. August 1967 (3. Spieltag) beim 2:1-Sieg im Heimspiel gegen Eintracht Frankfurt, wobei er den Siegtreffer in der 87. Minute erzielte, und am 27. September 1969 (6. Spieltag) beim 4:0-Sieg im Auswärtsspiel gegen Eintracht Braunschweig – trug er in 17 Spielen zur Vizemeisterschaft bei. Des Weiteren kam er in den beiden Erstrundenspielen am 17. September und 1. Oktober 1969 im Europapokal der Landesmeister gegen den französischen Meister AS St. Etienne zum Einsatz, in denen die Bayern nach einem 2:0-Heimsieg – wo Michl die Querlatte traf – Auswärts mit 0:3 unterlagen.
Von 1970 bis 1974 spielte er für den 1. FC Nürnberg in der Regionalliga Süd und erzielte in 79 Spielen 20 Tore.
In der 1974 neugegründeten 2. Bundesliga absolvierte er von 1974–1976 für den FK Pirmasens, von 1976–1978 für den FC Bayern Hof und von 1978–1980 für den 1. FC Saarbrücken jeweils zwei Spielzeiten in der Staffel Süd. Mit dem FK Pirmasens scheiterte er 1975 als Zweiter der Gruppe Süd in zwei Aufstiegsspielen zur Bundesliga an Bayer 05 Uerdingen, den Tabellenzweiten der Gruppe Nord. Den FC Bayern Hof verließ er nach seiner zweiten Spielzeit, da dieser in die Oberliga bzw. Bayernliga abstieg, und schloss sich dem Bundesliga-Absteiger 1. FC Saarbrücken an. Mit der 2:5-Niederlage im Auswärtsspiel gegen den Karlsruher SC am 24. Mai 1980 (41. Spieltag) endete auch seine aktive Fußballer-Karriere.